# Aydin Uslu
Aydin Uslu  (født 27. september 1987) er en dansk fodbolddommer, der fra 2016 til 2019 har dømt kampe i den danske 1. division.
Aydin Uslu havde sin første internationale kamp mellem Danmark U/16 - Schweiz U/16 i 2017.
I sommeren 2019 blev Aydin Uslu rykket op som Superliga-dommer.